# From Beginning to End - Per sempre
From Beginning to End - Per sempre (Do começo ao fim) è un film del 2009 scritto e diretto da Aluizio Abranches.

## Trama
Julieta è una dottoressa del pronto soccorso e la madre amorevole di Francisco e Thomás, avuti da due uomini diversi. Francisco è figlio del primo marito, l'imprenditore Pedro, che ora vive in Argentina e con cui è rimasta in ottimi rapporti, mentre Thomás è figlio dell'attuale marito, l'architetto Alexandre. Thomas nasce nel 1986 con gli occhi chiusi e non li apre per diverse settimane, fino a quando un giorno, improvvisamente, li apre per guardare il fratello Francisco, più grande di cinque anni.
Fin dall'infanzia i due fratelli sono molto vicini, legati da un rapporto molto profondo. In età adulta, quando hanno rispettivamente 27 e 22 anni, la madre muore,  e i due fratelli possono vivere appieno un'inusuale ed intensa storia d'amore.

## Produzione
Le riprese si sono svolte quasi interamente a Rio de Janeiro, Brasile. Alcune parti sono state girate a Buenos Aires, Argentina.

## Distribuzione
Il film è stato distribuito in Brasile il 27 novembre 2009, successivamente è stato presentato in vari festival cinematografici internazionali. In Italia il film è stato presentato al Torino GLBT Film Festival e successivamente distribuito in DVD da Atlantide Entertainment.